# 歌川信秀 (2代目)
ニ代目 歌川信秀（にだいめ うたがわ のぶひで、生没年不詳）とは、明治時代の浮世絵師。

## 来歴
歌川信秀の門人。『浮世絵師便覧』によれば明治期に活動しているが、その他の経歴や作については不明。